# Jerzy Matusiński
Jerzy Matusiński (ur. 1 października 1890 w Warszawie, zm. po 8 października 1939) – polski urzędnik konsularny.

## Życiorys
Syn Ignacego i Zofii Szpengler. Ukończył studia na Wydziale Politycznym Szkoły Nauk Politycznych w Warszawie oraz Wydział Prawa Uniwersytetu Jagiellońskiego. W latach 1918–1920 przebywał na Dalekim Wschodzie, gdzie współredagował „Głos Polski” wydawany przez tamtejszy Polski Komitet Wojenny. Po powrocie do Polski był urzędnikiem Oddziału II Ministerstwa Spraw Wojskowych (1920–1921). Od sierpnia 1923 zajmował się repatriacją Polaków z ZSRR, był kierownikiem Ekspozytury Komisji Mieszanej do Spraw Repatriacji w Czycie. W polskiej służbie zagranicznej od maja 1926 – był zastępcą naczelnika Wydziału Ogólno-Konsularnego MSZ, konsulem generalnym w Pittsburghu (1933–1935), konsulem generalnym w Nowym Jorku (1935), konsulem generalnym w Lille (1935–1937) i konsulem generalnym w Kijowie (1937–1939).
1 lipca 1928 został członkiem zarządu głównego założonego wówczas Związku Sybiraków. 
Po agresji ZSRR na Polskę, 30 września 1939 o 23 w nocy, na kilka dni przed planowanym wyjazdem ewakuacyjnym do Moskwy został wezwany do pilnego stawienia się do przedstawicielstwa Ludowego Komisariatu Spraw Zagranicznych ZSRR. Wyjechał koło 2 w nocy, ze względu na późna porę wziął ze sobą dwóch szoferów. Nigdy już do konsulatu nie wrócił. Powiadomiony o tym fakcie ambasador włoski Augusto Rosso – zastępca dziekana korpusu dyplomatycznego interweniował po kilku dniach w tej sprawie u ludowego komisarza spraw zagranicznych Wiaczesława Mołotowa, który udał zdziwionego i odparł, że widocznie konsul uciekł do któregoś z krajów sąsiednich. Po ponownym nawiązaniu stosunków dyplomatycznych polscy dyplomaci wielokrotnie interweniowali w powyższej sprawie, ale uzyskiwali odpowiedź, że konsul Matusiński nie znajduje się w sowieckich rękach.
Tymczasem jeden z kierowców konsula, Andrzej Orszyński, odnalazł się w szeregach Armii Polskiej w ZSRR. Zeznał protokolarnie, że wszyscy trzej zostali wtedy aresztowani przez NKWD przed siedzibą Narkomindiełu i odstawieni do kijowskiego więzienia, skąd 8 października tego samego roku przewieziono ich koleją (każdego w osobnym przedziale) do Moskwy. Orszyński twierdzi, że widział Matusińskiego wsiadającego do pociągu, co zadaje kłam twierdzeniom Mołotowa.

## Ordery i odznaczenia
- Krzyż Niepodległości (20 grudnia 1932)[3]
- Złoty Krzyż Zasługi (dwukrotnie[4]: po raz pierwszy 10 listopada 1933[5])
- Medal Dziesięciolecia Odzyskanej Niepodległości[6]
- Brązowy Medal za Długoletnią Służbę[6]
- Krzyż Komandorski Orderu Zasługi Cywilnej (Hiszpania, 1931)[7]
- Krzyż Komandorski Orderu Korony Rumunii (Rumunia, 1933)[8]
- Medal Zwycięstwa (Międzysojuszniczy)[6]